# Arco iris en un paisaje de montañas
Arco iris en un paisaje de montañas (en alemán, Gebirgslandschaft mit Regenbogen) es un cuadro del pintor romántico alemán Caspar David Friedrich. Data hacia 1809-1810. Se trata de un óleo sobre lienzo que mide 70 centímetros de alto por 102 centímetros de ancho. Actualmente se conserva en el Museo Folkwang de Essen (Alemania).
Este cuadro, lo mismo que el Paisaje del Riesengebirge (1810), está inspirado por sus viajes a través de Alemania y por las orillas del mar Báltico en 1809.
En este cuadro se ve, en el primer plano, a un caminante que se ha detenido a descansar. Mira más allá, donde se abre bruscamente un negro abismo. Al fondo se vislumbra una montaña. Encima del paisaje, un arcoíris formado por la luz menguante.
En 1810 Friedrich pintó dos paisajes con arcoíris: el Paisaje con arco iris, hoy perdido, y este Paisaje de montaña con arco iris. Como aquel, esta obra fue adquirida por el duque Karl August von Weimar gracias a la mediación de Goethe.

## Análisis
Este paisaje representa el norte de Bohemia, región que Friedrich conocía bien gracias a sus viajes de 1807 y 1808. En primer término, aparece el propio pintor, contemplando el horizonte, vuelto y apoyado en una roca, con un destacado traje urbano rojo y blanco. De este modo parece fuera de lugar en esta escena tenebrosa, solo en la inmensidad del mundo. No sólo el primer plano es extraño por este motivo. A pesar de tratarse de un paisaje nocturno, cubierto por densas nubes, entre las que asoma a lo lejos algo de luz lunar, el primer plano se halla intensamente iluminado por una luz directa. Pero el centro de la composición, de cuidado equilibrio geométrico, es el arcoíris que cruza el lienzo de extremo a extremo, en una regular curva sobre el eje del horizonte. 
En el centro se alza, en forma piramidal, el Rosenberg. Es una alegoría de Dios, de su presencia en la tierra, ciertamente remota, contemplada por el hombre incapaz de adentrarse más allá del valle. Es ésta una idea que, procedente del pietismo protestante del siglo XVIII, había calado hondamente en la concepción romántica del paisaje, que veía a Dios a través del templo de la naturaleza. Precisamente Goethe, quien ejerció no poca influencia en Friedrich, expresó lo que parece ser la idea del caminante del lienzo: Heme aquí subiendo y bajando cerros y buscando lo divino en las hierbas y las piedras.
En la montaña se unen lo terreno y lo divino; este significado está realzado por la presencia del arcoíris. Calificado de forma unánime como "lunar", lo cual es imposible, parece tratarse de un añadido del propio pintor sobre la versión acabada previa, un paisaje lunar.
En la tradición cristiana, el arcoíris representa a Cristo en la iconografía del Juicio Final o Cristo en Majestad. Es, además, el símbolo de la Alianza de Dios con el hombre tras el Diluvio. De este modo se representaba en la iconografía bajomedieval alemana, en que Cristo aparecía sentado sobre un arcoíris. Las contradicciones visuales de esta obra, de inexplicable luminosidad, con un imposible arcoíris, han sido consideradas precursoras del Surrealismo.